# Пресьядо, Мануэль
Мануэ́ль Пресья́до Реболье́до (исп. Manuel Preciado Rebolledo; 28 августа 1957, Эль-Астильеро, Испания — 6 июня 2012, Суэка, Испания) — испанский футболист и футбольный тренер.

## Карьера игрока
Пресьядо — воспитанник сантандерского «Расинга». С 1977 по 1982 год он провёл за клуб 115 матчей, 59 из которых — в Ла Лиге.
После трёх лет в клубах Сегунды, Пресьядо стал выступать в низших лигах, а в 1992 году завершил карьеру.
Будучи футболистом, Мануэль Пресьядо славился универсализмом и жесткой, но не грубой игрой.

## Карьера тренера
Пресьядо начал работать тренером в середине 90-х, возглавив последний клуб, в котором играл. Он вывел «Химнастику» в Терсеру. После Пресьядо дважды работал с «Расингом B», а после и с основной командой.
Летом 2006 года, Пресьядо возглавил хихонский «Спортинг». Уже во втором сезоне, ему удалось вывести команду в высший дивизион, впервые за десять лет, и с самым низким бюджетом из всех 20 команд сохранить место в Примере.
Пресьядо был уволен 31 января 2012 года, после шести лет руководства командой.

## Смерть и память
6 июня 2012 года Пресьядо прибыл в Валенсию, где подписал контракт с «Вильярреалом». Позднее в тот же день Мануэль отправился в загородный дом, где поздно ночью скончался от сердечного приступа.
Множество хихонцев пришли к стадиону «Эль-Молинон», чтобы отдать почести многолетнему тренеру «Спортинга». Мэр города переименовал в честь Пресьядо прилегающую к стадиону улицу. 7 июня 2013 года была установлена бронзовая статуя Мануэля.

## Личная жизнь
Пресьядо был женат и воспитывал двух сыновей. Жена Мануэля скончалась в 2002 году от рака кожи, а в 2004 году в ДТП погиб его младший сын. Пресьядо признавался, что после этих событий его посещали мысли о самоубийстве.